# Gerhard Razborcan

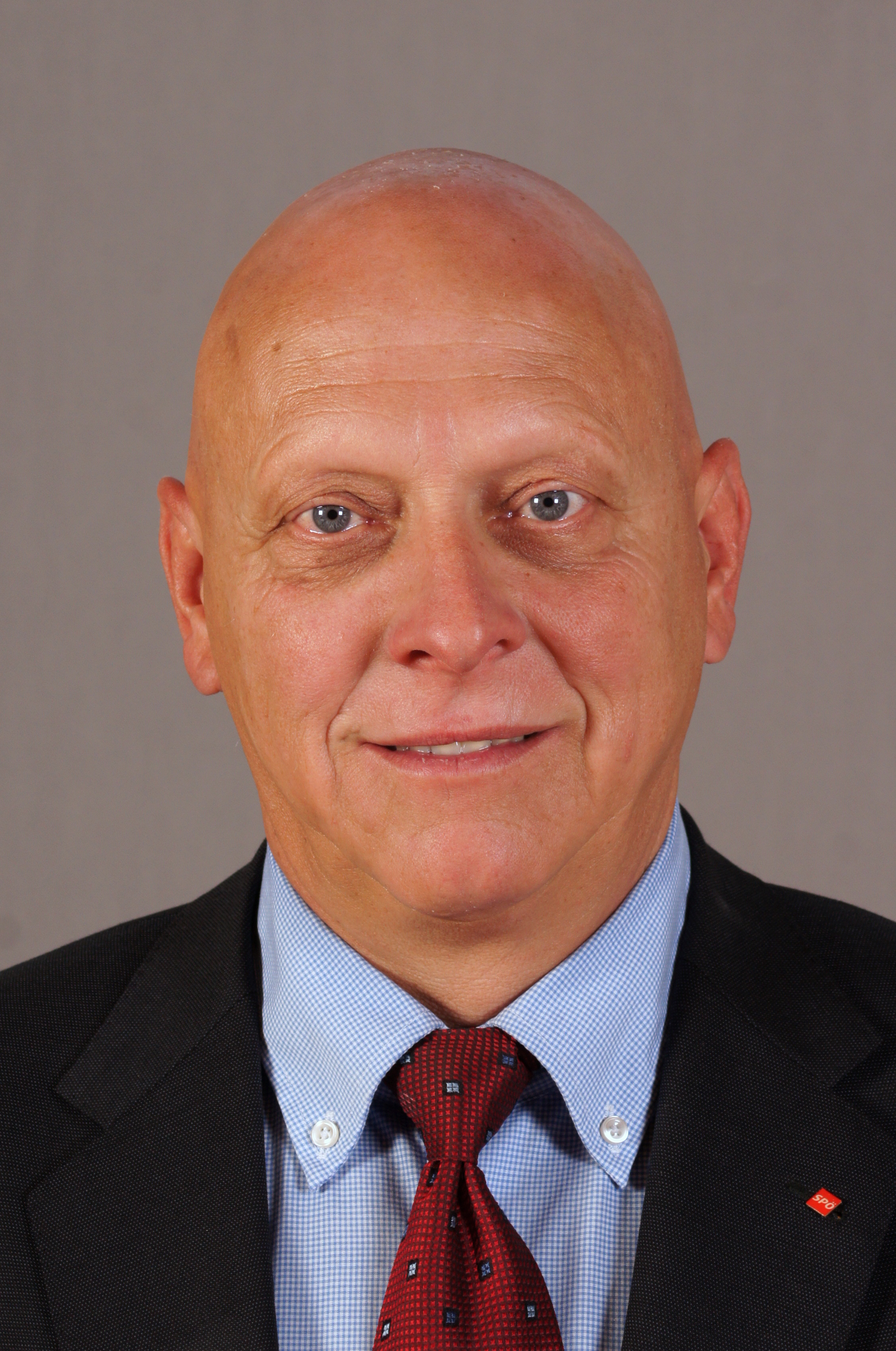
Gerhard Razborcan (2013)

Gerhard Razborcan (* 24. Dezember 1960 in Wien) ist ein österreichischer Politiker (SPÖ). Razborcan war von 2002 bis März 2023 Abgeordneter zum Landtag von Niederösterreich.

## Leben
Razborcan besuchte nach der Volks- und Hauptschule eine Handelsschule und bildete sich in den Bereichen  öffentlichkeitswirksame Parteiarbeit, Rhetorik, Kampagnenfähigkeit, Moderation und politisches Management weiter. Beruflich war er als Angestellter der Sozialversicherungsanstalt der Niederösterreichischen Gebietskrankenkasse im  Ärztereferat/Vertragspartnerkontrolle tätig. 1992 wechselte er als Geschäftsführer zur SPÖ-Bezirksorganisation Schwechat.
Er lebt in Leopoldsdorf und ist Vater einer Tochter und eines Sohnes.

## Politik
Razborcan ist seit 1979 Mitglied der SPÖ und arbeitete in verschiedenen Teil- und Nebenorganisationen mit. 1995 wurde er zum geschäftsführenden Gemeinderat der Gemeinde Leopoldsdorf gewählt und führte die SPÖ Leopoldsdorf als Fraktionsobmann an. Razborcan vertritt die SPÖ seit dem 7. November 2002 im Niederösterreichischen Landtag, wo er Richard Gebert nachfolgte. Razborcan war zuvor bereits seit 2001 geschäftsführender Vorsitzender der SPÖ im Bezirk Schwechat und übernahm 2002 den Vorsitz der Bezirksorganisation.
In der letzten Legislaturperiode des NÖ-Landtages wurde er zum stellvertretenden Klubobmann gewählt. In der Landtagsarbeit widmet sich Razborcan vor allem der Wohn-, Verkehrs- und Europapolitik. Am NÖ -Landesparteitag 2009 wurde Razborcan zum stellvertretenden Landesparteivorsitzenden gewählt.

## Auszeichnungen
- 2014: Großes Silbernes Ehrenzeichen für Verdienste um die Republik Österreich[2]
- 2019: Silbernes Komturkreuz des Ehrenzeichens für Verdienste um das Bundesland Niederösterreich[3]